# Rhypotoses fracta
Rhypotoses fracta är en fjärilsart som beskrevs av Walker 1865. Rhypotoses fracta ingår i släktet Rhypotoses och familjen tofsspinnare. Inga underarter finns listade.